# Jorne Spileers
Jorne Spileers (Oudenaarde, 21 januari 2005) is een Belgisch voetballer die onder contract ligt bij Club Brugge. Hij speelt als centrale verdediger.

## Clubcarrière

### Jeugd
Spileers is afkomstig uit Ronse, waar hij ook begon te voetballen. Via Zulte Waregem belandde hij bij de jeugdopleiding van Club Brugge. Op 26 februari 2021 maakte hij zijn debuut voor Club NXT, het beloftenelftal van Club Brugge in Eerste klasse B: tegen RWDM viel hij tijdens de rust in voor Noah Mbamba. In het seizoen 2021/22 trad hij met Club NXT weer aan in de beloftencompetitie. In datzelfde seizoen 2021/22 kwam hij ook in actie in de UEFA Youth League, al kreeg hij in de groepswedstrijden tegen Paris Saint-Germain en Manchester City wel pas telkens in de absolute slotfase invallen. Ook in de tussenrondewedstrijd tegen FC Midtjylland, die Club Brugge met 3-2 verloor, liet trainer Rik De Mil hem pas laat invallen.

### Club Brugge
In de zomer van 2022 brak Club Brugge het contract van Spileers open tot medio 2025. Op 1 oktober 2022 maakte Spileers vervolgens zijn officiële debuut voor het eerste elftal van Club Brugge: in de competitiewedstrijd tegen KV Mechelen (3-0-winst) speelde hij de volledige partij naast Brandon Mechele in het centrum van de verdediging. Een week later mocht hij ook tegen KVC Westerlo (0-2-nederlaag) een volledige wedstrijd meespelen.
Tussen deze twee wedstrijden maakte Spileers ook zijn Europese debuut: op 4 oktober 2022 liet trainer Carl Hoefkens hem in de UEFA Champions League-groepswedstrijd tegen Atlético Madrid (2-0-zege) in de 89e minuut de plaats innam van Abakar Sylla.
Spileers verdween nadien even uit beeld in het eerste elftal. Bij Club NXT, dat in het seizoen 2022/23 opnieuw aantrad in Eerste klasse B, bleef hij wel regelmatig meespelen. Op 12 maart 2023 viste Rik De Mil, die een paar dagen eerder op interimbasis had overgenomen van de ontslagen Scott Parker, Spileers op voor de competitiewedstrijd tegen Standard Luik als vervanger voor de geschorste Brandon Mechele en geblesseerde Jack Hendry. Spileers speelde een hele wedstrijd mee en hielp Club Brugge mee aan een 2-0-zege.

## Clubstatistieken
| Seizoen         | Club            | Land            | Competitie      | Competitie | Competitie | Beker | Beker | Supercup | Supercup | Europees | Europees | Totaal | Totaal |
| Seizoen         | Club            | Land            | Competitie      | Wed.       | Dlp.       | Wed.  | Dlp.  | Wed.     | Dlp.     | Wed.     | Dlp.     | Wed.   | Dlp.   |
| --------------- | --------------- | --------------- | --------------- | ---------- | ---------- | ----- | ----- | -------- | -------- | -------- | -------- | ------ | ------ |
| 2020/21         | Club NXT        | Vlag van België | Eerste klasse B | 1          | 0          | —     | —     | —        | —        | —        | —        | 1      | 0      |
| 2022/23         | Club NXT        | Vlag van België | Eerste klasse B | 16         | 1          | —     | —     | —        | —        | —        | —        | 16     | 1      |
| 2022/23         | Club Brugge     | Vlag van België | Eerste klasse A | 3          | 0          | 0     | 0     | 0        | 0        | 1        | 0        | 4      | 0      |
| Carrière totaal | Carrière totaal | Carrière totaal | Carrière totaal | 20         | 1          | 0     | 0     | 0        | 0        | 0        | 1        | 21     | 1      |

Bijgewerkt op 15 maart 2023.

## Interlandcarrière
Spileers nam in 2022 met België –17 deel aan het EK –17 in Israël. De verdediger mocht van bondscoach David Penneman starten in de groepswedstrijden tegen Servië, Spanje en Turkije. Tegen Turkije scoorde hij in de 73e minuut de 2-0. De 3-1-zege van België kon evenwel niet beletten dat het toernooi voor de Belgen eindigde na de groepsfase.

## Erelijst
| Belgisch kampioen | 1x | 2023/24 |
| Beker van België  | 1x | 2024/25 |